# Aurelio Genghini
Aurelio Genghini (né le 1er octobre 1907 à San Giovanni in Marignano et mort le 11 septembre 2001 à Rome) est un athlète italien, spécialiste des courses de fond.

## Biographie
Il remporte la médaille de bronze du marathon lors des championnats d'Europe de 1934, à Turin, devancé par le Finlandais Armas Toivonen et le Suédois Thore Enochsson.
Il participe au marathon des Jeux olympiques de 1936, à Berlin, où il abandonne.

### Palmarès
| Date | Compétition           | Lieu  | Résultat | Épreuve  | Performance    |
| ---- | --------------------- | ----- | -------- | -------- | -------------- |
| 1934 | Championnats d'Europe | Turin | 3e       | Marathon | 2 h 55 min 3 s |

### Records
| Épreuve  | Performance     | Lieu | Date |
| -------- | --------------- | ---- | ---- |
| Marathon | 2 h 38 min 40 s |      | 1933 |